# Гейлсоуен
Гейлсо́вен (англ. Halesowen) — ринкове містечко в столичному районі Дадлі, графство в Західному Мідленду, Англія.
Історично це було ексклав графства Шропшир, а з 1844 року — графство Вустершир. Місто розташоване приблизно за 11 км., від центру Бірмінгема та за 10 км., від центру міста Дадлі. Населення міста, згідно з переписом населення Сполученого Королівства 2011 року, становило 58 135 осіб. Хейлсовен входить до виборчого округу Хейлсоуен і Роулі Регіс, який належить консерватору Джеймсу Моррісу.

## Географія та адміністрація
Гейлсоуен був відокремленою частиною графства Шропшир, але був включений до Вустершир в 1844 році Законом про графства (відокремлені частини). Після реорганізації місцевого самоврядування 1974 року він утворив частину столичного округу Західний Мідленд і агломерації в столичному районі Дадлі, до якого він приєднався одночасно з сусіднім Стаурбриджем, який також був у Вустерширі до того моменту.